# Souvrství Candeleros

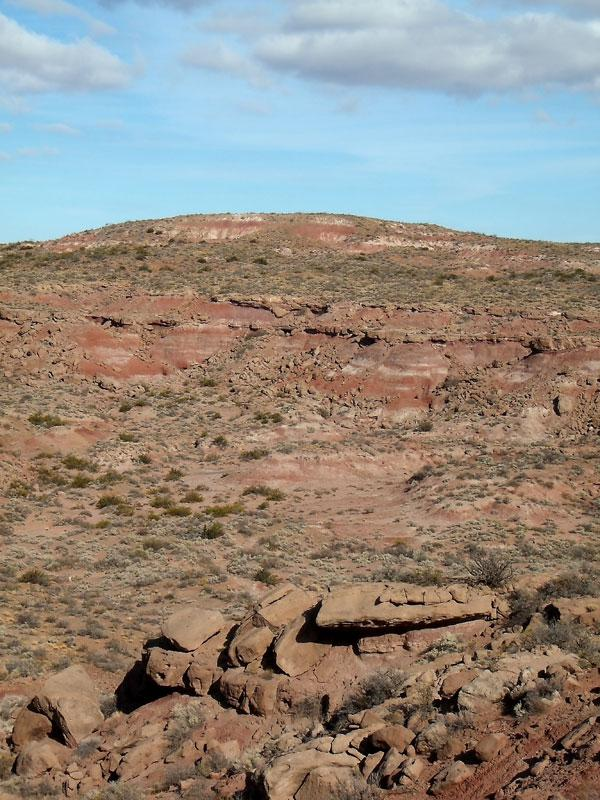
Výchozy souvrství Candeleros.

Souvrství Candeleros je geologickou formací z období rané pozdní křídy, jehož sedimentární výchozy se nacházejí na území argentinských provincií Neuquén, Mendoza a Río Negro.

## Charakteristika
Vrstvy mají mocnost až kolem 300 metrů, převládajícím typem horniny je pískovec a v menší míře pak slepenec. Stářím spadá toto souvrství do geologických stupňů cenoman až turon, konkrétní stáří pak činí asi 99 až 92 milionů let. Souvrství Candeleros je překryto starším souvrstvím Huincul a překrývá naopak vrstvy mladšího souvrství Lohan Cura. Spadá do geostratigrafické podskupiny Rio Limay a do skupiny Neuquén, podobně jako zmíněné souvrství Huincul.
Typová lokalita se nachází v Patagonii u pahorku Candeleros a byla poprvé stanovena R. Wichmanem v roce 1929 (stejně jako celé souvrství).

## Paleontologické objevy
Souvrství je světově známé například objevem jednoho z největších známých teropodních dinosaurů, karcharodontosaurida druhu Giganotosaurus carolinii. Objeven zde byl také dosud nepopsaný obří titanosaurní sauropod, pravděpodobně větší než geologicky starší druh Patagotitan mayorum. Kromě početných fosilií dinosaurů zde byly objeveny také rozmanité zkameněliny želv, savců (např. populární rod Cronopio), ryb, hadů a žab. 
V sedimentech tohoto souvrství bylo objeveno také množství fosilních otisků stop různých vývojových skupin dinosaurů. Některé dobře dochované otisky nesou stále původní texturu kůže dinosauřích končetin.
Byly tu objeveny například také četné fosilie žab.

## Objevené druhy dinosaurů

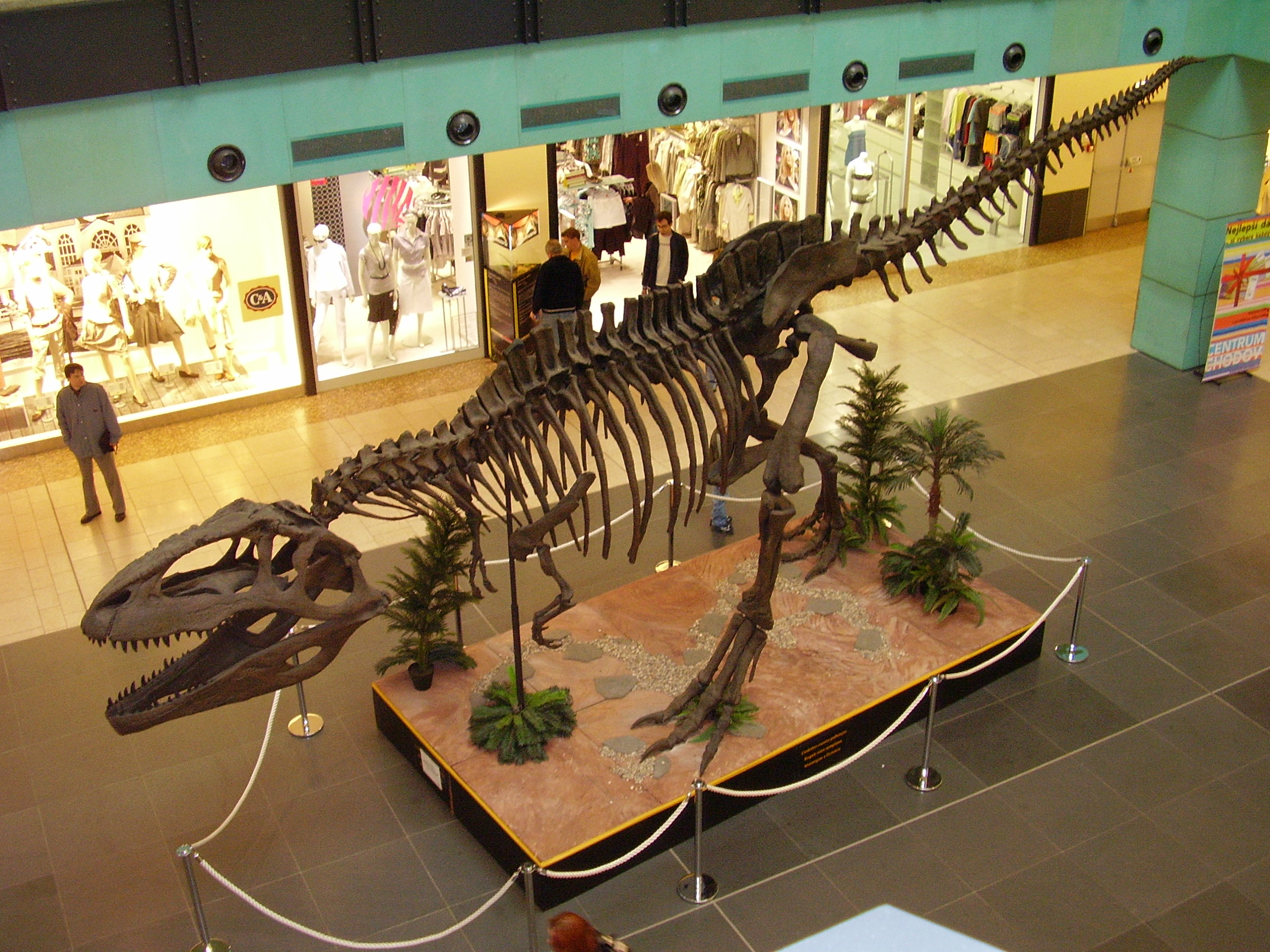
Kostra obřího karcharodontosaurida druhu Giganotosaurus carolinii.

## Tyreoforní dinosauři
- Jakapil kaniukura

## Ornitopodní dinosauři
- Iguanodontia indet.

## Sauropodní dinosauři
- Andesaurus delgadoi[11]
- Campananeyen fragilissimus
- Limaysaurus tessonei
- Nopcsaspondylus alarconensis
- Rayososaurus agrioensis
- Titanosauria indet.

## Teropodní dinosauři
- Abelisauridae indet. (ichnofosilie)
- Alnashetri cerropoliciensis
- Bicentenaria argentina
- Buitreraptor gonzalezorum
- Ekrixinatosaurus novasi[12]
- Giganotosaurus carolinii[13]